# Полоцька ГЕС
Полоцька ГЕС (біл. Полацкая ГЭС) — гідроелектростанція в Білорусі на річці Західна Двіна, поблизу присілка Лучно.

## Опис конструкції
Полоцька ГЕС є типовою греблево-русловою низьконапірною гідроелектростанцію, що має у своєму складі земляну греблю, бетонну водоскидну греблю з шістьма сегментними затворами і будівлю ГЕС.
Проектна потужність ГЕС — 21,66 МВт, середньорічне вироблення — 112 млн.кВт·год. У будівлі ГЕС встановлено п'ять горизонтальних поворотно-лопатевих турбін чеської компанії Mavel a.s.
Площа водосховища — 1710 га, довжина 83 км — від присілку Лучно практично до Бешенковичів. Максимальна глибина поблизу ГЕС — близько 17 метрів.

## Історія
Будівництво станції було розпочато в травні 2011 року, перший гідроагрегат введено в експлуатацію 20 лютого 2017, повністю введена в експлуатацію 30 червня 2017 року. Замовник будівництва — РУП «Вітебськенерго», генеральний підрядник — ВАТ «Технопромекспорт», м. Москва. Фінансування будівництва здійснювалося за рахунок кредиту, виданого в 2010 році Євразійським банком розвитку у розмірі 100 млн американських доларів.